# Římskokatolická farnost Chvalatice
Římskokatolická farnost Chvalatice je územní společenství římských katolíků s farním kostelem Nalezení svatého Kříže v obci Chvalatice ve vranovském děkanství.

## Historie farnosti
Historicky první zmínkou o obci je listina z roku 1498. Farní kostel zasvěcený Nalezení svatého Kříže byl vystavěn v roce 1750.
Velký požár roku 1811 zničil celou obec, včetně fary. Kolem roku 1900 byla obec obydlena převážně německým obyvatelstvem,jehož počet se pohyboval kolem 540 osob,včetně české menšiny čítající 63 osob.

## Duchovní správci
Od 1. srpna 1997 je administrátorem excurrendo R. D. Mgr. Milan Plíšek.
Jde o člena farního týmu FATYM.
FATYM je společenství katolických kněží, jáhnů a jejich dalších spolupracovníků. Působí v brněnské diecézi od roku 1996. Jedná se o společnou správu několika kněží nad větším množstvím farností za spolupráce laiků. Mimo to, že se FATYM stará o svěřené farnosti, snaží se jeho členové podle svých sil vypomáhat v různých oblastech pastorace v Česku.

## Bohoslužby
| Kostel                 | Místo      | Bohoslužba (den) | Hodina | Poznámka     |
| ---------------------- | ---------- | ---------------- | ------ | ------------ |
| Nalezení svatého Kříže | Chvalatice | neděle           | 7.30   | farní kostel |

## Aktivity ve farnosti
Dnem vzájemných modliteb farností za bohoslovce a bohoslovců za farnosti brněnské diecéze je 6. říjen. Adorační den připadá na 11. října.
FATYM vydává čtyřikrát do roka společný farní zpravodaj (velikonoční, prázdninový, dušičkový a vánoční) pro farnosti Vranov nad Dyjí, Přímětice, Bítov, Olbramkostel, Starý Petřín, Štítary na Moravě, Chvalatice, Stálky, Lančov, Horní Břečkov, Prosiměřice, Vratěnín, Citonice, Šafov, Korolupy, Těšetice, Lubnice, Lukov, Práče a Vratěnín.
Ve farnosti se koná tříkrálová sbírka. V roce 2017 činil její výtěžek ve Chvalaticích 4 106 korun.

## Vítězství v soutěži Nejlépe opravená památka Jihomoravského kraje
V roce 2013 zvítězila farnost v soutěži „Nejlépe opravená kulturní památka Jihomoravského kraje v roce 2012“ jako vlastník kostela Nalezení svatého Kříže. Tato kulturní památka se v soutěži umístila v kategorii velké stavby na prvním místě. Celková oprava památky spočívala především v opravě krovů a přeložení a výměně střešní krytiny, repasi oken a vstupních dveří, výměně klempířských prvků, odvedení dešťových vod od paty zdi a doplnění schodišťových stupňů. Dodavatel se vyrovnal s úkolem obnovy strukturovaných a hladkých omítek v odpovídající kvalitě, byla
dodržena předepsaná barevnost.